# Slag om Koerland
De Slag om Koerland was een reeks gevechten tussen juli 1944 en mei 1945 tussen de afgesneden Duitse troepen op het schiereiland Koerland en het Rode Leger. De gevechten maakten deel uit van het oostfront van de Tweede Wereldoorlog.
De Duitse troepen werden afgesneden tijdens het Baltische Offensief van het Rode Leger, toen troepen van het 1e Baltische Front de Oostzee bij Memel bereikten. Deze operatie isoleerde de Duitse Heeresgruppe Nord van de rest van de Duitse troepen tussen Tukums en Liepāja (Duits: Libau) in Letland. Op 25 januari werden de Duitse troepen omgedoopt tot Heeresgruppe Kurland en men bleef tot het einde van de oorlog geïsoleerd. De Duitse troepen in het Koerland waren enkele van de laatste Duitse eenheden die zich overgaven.

## Achtergrond
Koerland werd in 1941, samen met de rest van de Baltische oostkust, overlopen door Heeresgruppe Nord. In de daaropvolgende twee jaar probeerde Heeresgruppe Nord zonder succes Leningrad in te nemen. In januari 1944 slaagde het Sovjetleger erin Leningrad te ontzetten.
Op 22 juni 1944 lanceerde het Rode Leger het Wit-Russische Strategische Offensief, met de codenaam Operatie Bagration. Het doel van dit offensief was de bevrijding van Wit-Rusland. Operatie Bagration, dat op 29 augustus ten einde kwam, was zeer succesvol en leidde tot de bijna volledige vernietiging van Heeresgruppe Mitte. In de laatste fases van het offensief stoten Sovjettroepen door tot aan de Oostzeekust, daarbij sneden ze de verbinding door tussen Heeresgruppe Nord en de overblijfselen van Heeresgruppe Mitte.
Na het einde van Operatie Bagration gingen de Sovjettroepen door met het zuiveren van de Baltische kust, ondanks Duitse pogingen de frontlinie te herstellen tijdens Operatie Doppelkopf. Het Rode Leger lanceerde het Memeloffensief met het doel Heeresgruppe Nord te isoleren door de stad Memel in te nemen.

## De Slag om Koerland

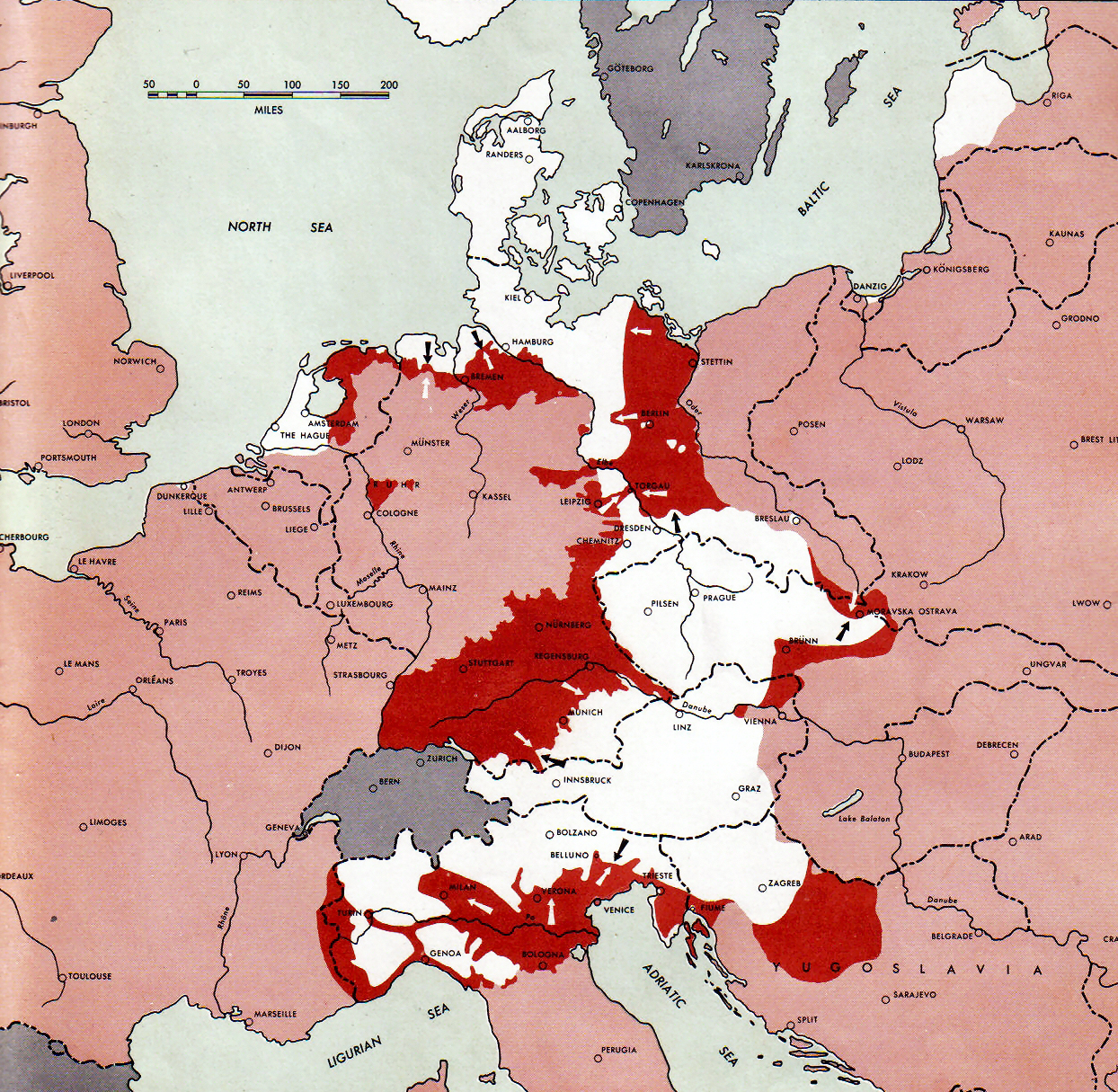
De frontlinie op 1 mei (roze = door geallieerden bezet gebied; rood = betwist gebied. Het Koerland is te zien in de rechter bovenhoek van deze kaart, afgesneden van de gevechten in Duitsland

Op 9 oktober 1944 bereikten de Sovjettroepen de Oostzee nabij Memel, nadat ze het hoofdkwartier van het 3e Pantserleger hadden overlopen. Als gevolg hiervan was Heeresgruppe Nord afgesneden van Oost-Pruisen. Hitlers militaire adviseurs - met name Heinz Guderian, chef van de Duitse generale staf - drongen aan op evacuatie en de inzet van de troepen om het front in Midden-Europa te stabiliseren. Hitler weigerde hier echter gehoor aan te geven en gaf aan de Duitse troepen in Koerland en de Estste eilanden Hiiumaa en Saaremaa het bevel om vol te houden, omdat hij vond dat het noodzakelijk was om de Duitse onderzeeërbases aan de Baltische kust te beschermen. Hitler dacht dat de oorlog nog steeds gewonnen kon worden en hoopte dat de nieuwe Type XXI U-boot technologie Duitsland alsnog een overwinning zou bezorgen in de Slag om de Atlantische Oceaan, wat tot het noodzakelijke vertrek van de geallieerden uit West-Europa zou leiden. Dit zou de Duitse troepen in staat stellen zich te richten op het Oostfront en kon Koerland gebruikt worden als springplank voor een nieuw offensief.

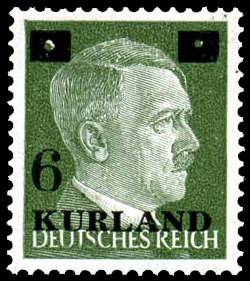
Postzegel die in het Koerland werd gebruikt (1945)

Hitlers weigering de legergroep te evacueren leidde tot de opsluiting van 200.000 Duitse troepen van voornamelijk het 16e Leger en het 18e Leger in een gebied dat voor de Duitsers bekend stond als het "Bruggenhoofd Koerland". 32 divisies van Heeresgruppe Nord - onder bevel van veldmaarschalk Ferdinand Schörner - waren afgesneden van Oost-Pruisen en lagen verspreid langs een front dat liep van Riga naar Liepāja. Tijdens de tweede fase van het Sovjet Baltische Offensief (14 september - 24 november 1944) trokken de Duitsers zich terug uit Riga naar een beter verdedigbare linie.

### Tijdlijn
15 oktober - 22 oktober 1944: De Sovjets lanceerden om 10:00 op de 15e met een zware artilleriebeschieting het Rigaoffensief. Hitler gaf aan Schörner toestemming zich op 11 oktober uit Riga terug te trekken en twee dagen later werd de stad ingenomen door het 3e Baltische Front. De frontlinie stabiliseerde zich daarna weer met het restant van Heeresgruppe Nord geïsoleerd in het schiereiland.
27 oktober - 25 november 1944: De Sovjets lanceren een offensief om door het front te breken in de richting van Skrunda en Saldus. Daarnaast valt men ook ten zuidoosten van Liepāja aan om de havenstad in te nemen. In totaal namen 80 divisies tussen 1 en 15 november deel aan de aanval, die zich uitstrekte over een front van 12 kilometer. De Sovjetdoorbraak kwam na ongeveer 4 kilometer tot stilstand.
De 3e fase van de gevechten begon op 21 december met een Sovjetaanval op de Duitse posities in de buurt van Saldus. Het Sovjet 2e Baltische Front (noordelijke sector) en het 1e Baltische Front (zuidelijke sector) vormden een blokkade om de Duitse verdediging van de perimeter tijdens verdere Sovjet aanvallen in het Koerland moeilijker te maken. Tijdens deze gevechten stond het Letse 130e Infanteriekorps, onderdeel van het 22e Leger van het 2e Baltische Front, tegenover hun landgenoten van de Letse 19e SS Divisie. De gevechten kwamen op 31 december ten einde en het front bleef stabiel.
Op 15 januari 1945 werd Heeresgruppe Nord omgedoopt tot Heeresgruppe Kurland en werd het bevel overgedragen aan kolonel-generaal Lothar Rendulic. Medio januari kreeg Heinz Guderian van Adolf Hitler toestemming om zeven divisies uit het Koerland terug te trekken, maar Hitler ging nog steeds niet akkoord met een totale terugtrekking. Op 23 januari lanceerden de Sovjets een offensief om door het front tussen Liepāja en Saldus te breken. Ze slaagden erin bruggenhoofden te vestigen over de Bārta en Vārtāja rivieren, maar werden al snel verdreven door de Duitsers.
De vijfde ronde van gevechten startte op 12 februari met een Sovjetaanval op de Duitsers in de richting van Džūkste. Andere aanvallen vonden ten zuiden van Liepāja plaats, waar de Sovjets 21 divisies bijeen hadden gebracht en ten zuiden van Tukums had men 11 divisies in stelling gebracht om door de Duitse frontlinie te breken en het dorp in te nemen. Op 16 februari begonnen de Sovjets daarnaast een offensief tegen de 19e SS Divisie.

### Capitulatie
Op 8 mei gaf het Duitse staatshoofd Karl Dönitz kolonel-generaal Carl Hilpert - de laatste commandant van de legergroep - opdracht zich over te geven. Hilpert, zijn persoonlijke staf en de staven van de twee legers gaven zich over aan maarschalk Leonid Govorov, commandant van het Leningrad Front. In die tijd bestond de legergroep nog steeds uit de resten van 27 divisies en een brigade. De dag erna begonnen de Sovjets met het ondervragen van de gevangengenomen stafofficieren van Heeresgruppe Kurland en begon het verzamelen van krijgsgevangenen.
Tegen 12 mei hadden ongeveer 135.000 Duitse troepen zich overgegeven in het Koerland. Op 23 mei was het verzamelen van Duitse troepen in het Koerland voltooid. Een totaal van 180.000 Duitsers werden in de Baltische gebieden gevangengenomen.

## Slagorde

### Wehrmacht (maart 1945)
16e Leger - generaal Carl Hilpert
Vanaf 10 maart 1945 generaal Ernst-Anton von Krosigk, vanaf 16 maart generaal Friedrich Jobst Volckamer von Kirchensittenbach
- 16e Legerkorps - generaal Ernst-Anton von Krosigk, vanaf 10 maart luitenant-generaal Gottfried Weber
  - 81e Infanteriedivisie - luitenant-generaal Franz Eccard von Bentivegni
  - 300e Divisie voor speciale doeleinden
  - 21e Luftwaffen-Felddivisie
- 6e SS Legerkorps - SS-Obergruppenführer Walter Krüger
  - 24e Infanteriedivisie
  - 12e Pantserdivisie
  - 19. Waffen-Grenadier-Division der SS (lettische Nr. 2)
- 38e Legerkorps - generaal Kurt Herzog
  - 122e Infanteriedivisie
  - 290e Infanteriedivisie
  - 329e Infanteriedivisie
- 43e Legerkorps - generaal Kurt Versock
  - Garnizoen van Ventspils
  - 121e Infanteriedivisie

18e Leger - generaal Ehrenfried Boege
- 1e Legerkorps - generaal Friedrich Fangohr, vanaf 21 april 1945 luitenant-generaal Christian Usinger
  - 218e Infanteriedivisie
  - 132e Infanteriedivisie
- 2e Legerkorps - generaal Johannes Mayer, vanaf 1 april 1945 luitenant-generaal Alfred Gause
  - 263e Infanteriedivisie
  - 563e Volksgrenadierdivisie
- 10e Legerkorps - generaal Siegfried Thomaschki
  - 87e Infanteriedivisie
  - 126e Infanteriedivisie
  - 30e Infanteriedivisie
- 50e Legerkorps - generaal Friedrich Jobst Volckamer von Kirchensittenbach
  - 205e Infanteriedivisie
  - 225e Infanteriedivisie
  - 11e Infanteriedivisie
  - 14e Pantserdivisie

### Rode Leger
1e Baltische Front - generaal Ivan Bagramjan
51e Leger - generaal Jakow Grigorjevitsj Kreiser
- 10e Infanteriekorps - generaal-majoor Konstantin Pavlovitsj Neverov
  - 91e Infanteriedivisie
  - 279e Infanteriedivisie
  - 347e Infanteriedivisie
- 1e Infanteriekorps - luitenant-generaal I.F. Fedjoekin
  - 257e Infanteriedivisie
  - 267e Infanteriedivisie
  - 347e Infanteriedivisie
- 63e Infanteriekorps - luitenant-generaal T.K. Kolomnetz
  - 77e Infanteriedivisie
  - 87e Infanteriedivisie
  - 417e Infanteriedivisie

6e Gardeleger - kolonel-generaal Ivan Michailovitsj Tsjitsjakov
- 2e Garde Infanteriekorps - luitenant-generaal A.I. Baksov
  - 71e Infanteriedivisie
  - 29e Infanteriedivisie
- 22e Garde Infanteriekorps - generaal-majoor A.I. Roetsjkin
  - 46e Garde Infanteriedivisie
  - 90e Garde Infanteriedivisie
- 23e Garde Infanteriekorps - luitenant-generaal A.N. Jermakov
  - 51e Garde Infanteriedivisie
  - 67e Garde Infanteriedivisie
  - 270e Infanteriedivisie
- 3e Garde Mechanische Korps - luitenant-generaal Viktor Timofejevitsj Obutsjov
  - 7e Garde Mechanische Brigade
  - 8e Garde Mechanische Brigade
  - 9e Garde Mechanische Brigade
  - 35e Garde Tankbrigade

Vierde Stoottroepenleger - generaal Pjotr Malytsjev
- 84e Infanteriekorps - luitenant-generaal J.M. Prokofjev
  - 47e Garde Infanteriedivisie
  - 164e Infanteriedivisie
  - 332e Infanteriedivisie
- 92e Infanteriekorps - luitenant-generaal Nikolaj Boleslavovitsj Ibjansksi
  - 156e Infanteriedivisie
  - 16e Infanteriedivisie
  - 179e Infanteriedivisie
- 19e Infanteriekorps - generaal-majoor Dmitri Ivanovitsj Samarov
  - 344e Infanteriedivisie
  - 70e Infanteriedivisie
  - 32e Infanteriedivisie

42e Leger - luitenant-generaal Vladimir Petrovitsj Sviridov
- 83e Infanteriekorps - generaal-majoor N.I. Soldatov
  - 239e Infanteriedivisie
  - 119e Infanteriedivisie
  - 360e Infanteriedivisie
- 110e Infanteriekorps
  - 168e Infanteriedivisie
  - 256e Infanteriedivisie
  - 268e Infanteriedivisie
  - 11e Infanteriedivisie

Reserve-eenheden
- 145e Infanteriedivisie
- 306e Infanteriedivisie
- 357e Infanteriedivisie

Eerste Stoottroepenleger - luitenant-generaal Vladimir Razoevajev
- 112e Infanteriekorps
  - 123e Infanteriedivisie
  - 377e Infanteriedivisie
- 119e Infanteriekorps
  - 44e Infanteriedivisie
  - 360e Infanteriedivisie
  - 374e Infanteriedivisie
- 123e Infanteriekorps
  - 21e Garde Infanteriedivisie
  - 37e Infanteriedivisie
  - 376e Infanteriedivisie
- 14e Infanteriekorps - generaal-majoor Yudel Gorodinski
  - 158e Infanteriedivisie
  - 378e Infanteriedivisie

10e Gardeleger - luitenant-generaal Michail Kasakov
- 7e Garde Infanteriekorps - luitenant-generaal J.T. Tsjerevitsjenko
  - 7e Garde Infanteriedivisie
  - 8e Garde Infanteriedivisie
- 15e Garde Infanteriekorps - luitenant-generaal M.A. Isajev
  - 29e Garde Infanteriedivisie
  - 30e Garde Infanteriedivisie
  - 85e Garde Infanteriedivisie
- 19e Garde Infanteriekorps - luitenant-generaal I.W. Gribov
  - 22e Garde Infanteriedivisie
  - 56e Garde Infanteriedivisie
  - 65e Garde Infanteriedivisie
  - 198e Infanteriedivisie

## Geschiedschrijving

### Sovjet en Russische verslaggeving
De Eerste Slag om Koerland had tot doel de Duitse troepen te vernietigen. Na die mislukking negeerde de officiële verslaglegging Koerland, waarbij enkel werd gezegd dat de Sovjets een Duitse ontsnapping wilden voorkomen.
Volgens deze versie namen de Sovjets defensieve blokkadeposities in. Gevechten bestonden uit Duitse uitbraakpogingen en het Rode Leger deed geen enkele poging het gebied in te nemen, dat van geringe strategische betekenis was na de isolatie van Heeresgruppe Nord en het zwaartepunt verschoof naar de offensieven richting Berlijn. Sovjettroepen leden daarom maar weinig slachtoffers. Het recente onderzoek van Grigori Krivosjeev komt uit op een totaal van 160.948 Sovjetslachtoffers tussen 16 februari en 8 mei 1945.
Volgens de Russische historicus Aleksei Isaev was het Koerland voor zowel de Sovjets als de Duitsers een bijzaak. De Sovjets wilden voorkomen dat de Duitsers over zee naar Berlijn getransporteerd zouden worden. Verdere Sovjetoperaties hadden tot doel de Duitse troepen verder te isoleren en te vernietigen, maar er waren te weinig troepen aan het front om voortgang te boeken in het moeilijke terrein. Over het algemeen leverden de Sovjet commandanten goed werk en als gevolg daarvan waren er maar weinig slachtoffers.

### Westerse bronnen
Stalin wilde in eerste instantie de Duitse troepen in het Koerland te vernietigen. In september 1944 liet hij weten dat hij aan het "opruimen" was in de Baltische gebieden en in november dat "de Duitse troepen vrijwel verslagen" waren. Eind maart 1945 verzekerde Stalin nog steeds dat de Duitse troepen in het Koerland bijna verslagen zouden worden. Deze overwinning was in Stalins ogen noodzakelijk om de Sovjet dominantie, gevestigd na de annexatie van 1941, in het Baltische gebied te herstellen.
De Sovjets lanceerden zes offensieven om de Duitse Heeresgruppe Kurland te vernietigen. Gedurende de veldtocht tegen het Koerland wisten de Sovjets nergens verder dan 40 kilometer op te rukken, waarbij men zich na zeven maanden slechts enkele kilometers van hun oorspronkelijke posities bevonden. De Sovjetoperaties waren verder bemoeilijkt door het moeilijke terrein en het slechte weer.

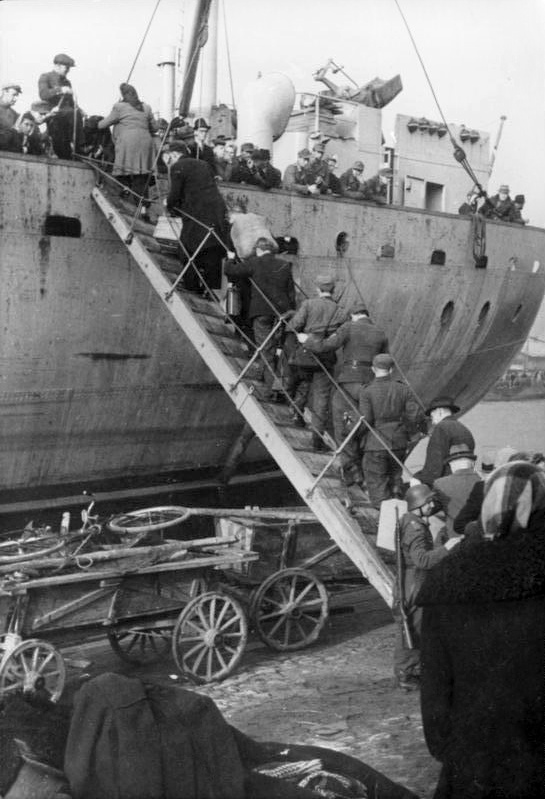
Evacuatie in Ventspils (Windau), 19 oktober 1944

De Duitse legergroep rapporteerde dat ze de Sovjets zware verliezen toebrachten. Maar vanwege de afwezigheid van zware wapens en de afwezigheid van luchtsteun, was het totaal aan Duitse slachtoffers in Koerland ook hoog; ongeveer 150.000.
De terugtrekking van Sovjettroepen begon in december 1944 wat erop wijst dat de Sovjets het Koerland niet als een belangrijke sector zagen. Het vernietigen van de Duitse troepen aldaar was niet de moeite waard en het doel was nu om een uitbraak te voorkomen. De volgende drie offensieven waren vooral bedoeld om de evacuatie van Duitse troepen te voorkomen. Tegen het begin van april 1945 zagen de Sovjets de Duitse troepen in Koerland als zichzelf onderhoudende krijgsgevangenen.

## Nasleep
Op 9 mei 1945 nam generaal Ivan Bagramjan de capitulatie van Duitse troepen in ontvangst in het Landhuis Ezere in het zuidwesten van Letland. Volgens Russische gegevens werden er 146.000 Duitse en Letse troepen gevangen genomen, waaronder 28 generaals en 5.083 officieren, en werden ze voor een jarenlange opsluiting naar gevangenkampen meegenomen. Recent onderzoek schat het aantal krijgsgevangenen op meer dan 200.000: 189.112 Duitsers, waaronder 42 generaals - waaronder de Duitse commandant, Carl Hilpert, die in 1947 stierf in gevangenschap - en ongeveer 14.000 Letten.
De Sovjets zetten alle mannen tussen de 16 en 60 jaar gevangen en staken bossen in brand om eventuele achterblijvers te ontdekken.